# Matang Keutapang
Matang Keutapang is een bestuurslaag in het regentschap Aceh Utara van de provincie Atjeh, Indonesië. Matang Keutapang telt 173 inwoners (volkstelling 2010).